# Amtsgericht Bischofsheim an der Rhön

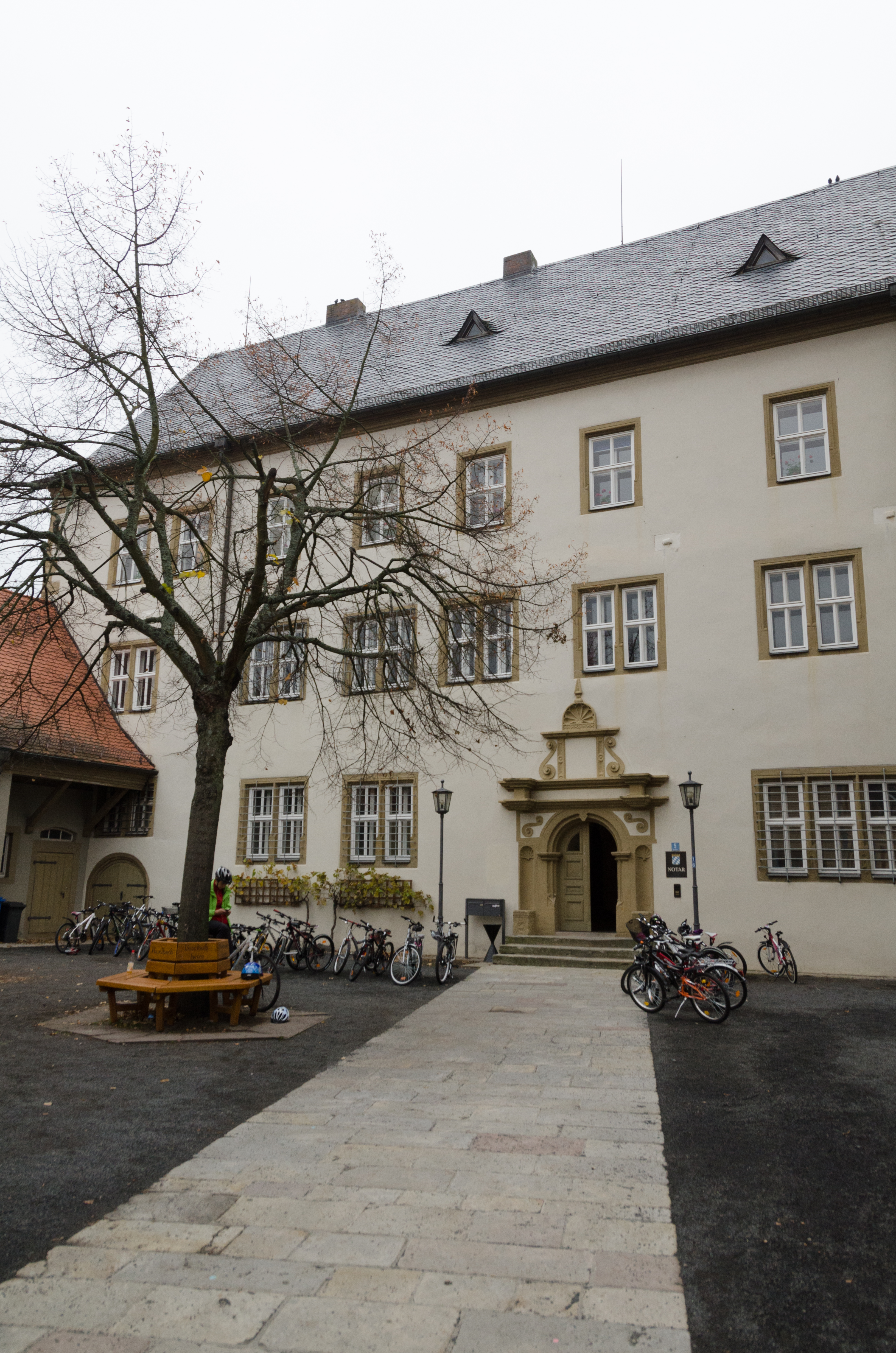
Gebäude des ehem. Amtsgerichts Bischofsheim an der Rhön (2013)

Das Amtsgericht Bischofsheim an der Rhön war ein von 1879 bis 1959 existierendes bayerisches Gericht der ordentlichen Gerichtsbarkeit mit Sitz in der Stadt Bischofsheim an der Rhön.

## Geschichte
Bischofsheim an der Rhön war bereits Sitz eines fürstbischöflichen Amtmanns gewesen. Seit 1804 bestand ein bayerisches Landgericht älterer Ordnung. Anlässlich der Einführung des Gerichtsverfassungsgesetzes am 1. Oktober 1879 wurde in Bischofsheim ein Amtsgericht gebildet, dessen Sprengel identisch mit dem vorherigen Landgerichtsbezirk Bischofsheim war und somit die Orte Bischofsheim an der Rhön, Burgwallbach, Frankenheim, Ginolfs, Haselbach in der Rhön, Langenleiten, Oberelsbach, Oberweißenbrunn, Sandberg, Schmalwasser, Schönau an der Brend, Sondernau, Unterelsbach, Unterweißenbrunn, Waldberg, Wegfurt und Weisbach umfasste. Übergeordnete Instanz war das Landgericht Schweinfurt.
Nach der kriegsbedingt erfolgten Herabstufung des Amtsgerichts Bischofsheim an der Rhön zum Zweigstellengericht des Amtsgerichts Bad Neustadt an der Saale und der Bestätigung dieser Maßnahme im Jahre 1956, wurde das nunmehr als Zweigstelle geführte Bischofsheimer Gericht durch Verordnung des Bayerischen Staatsministers der Justiz am 1. Juli 1959 endgültig aufgehoben.

## Gebäude
Das Amtsgericht Bischofsheim an der Rhön war im Gebäude des historischen Rentamtes untergebracht. Es ist ein dreigeschossiger massiver Putzbau mit Eckquaderungen und Satteldach, polygonaler Treppenturm und Renaissanceportal von 1611.